# Exodon paradoxus
Exodon paradoxus là một loài cá cảnh trong nhóm cá tetra, chúng là thành viên duy nhất của chi Exodon và là một loài cá nước ngọt thuộc họ Characidae trong Bộ Cá chép mỡ. 

## Đặc điểm
Cá có nguồn gốc ở lưu vực sông Amazon và Guyana. Mặc dù được mô tả lần đầu tiên vào năm 1845, nó đã không được nhập khẩu và phân phối bởi thị trường cá cảnh cho đến năm 1932. Exodon paradoxus sẽ ăn cá nhỏ hơn và quấy rối con cá lớn hơn.
Loài này là điển hình của nhóm cá tetra dài. Vây lưng có màu đỏ tươi. Nó phát triển đến chiều dài tổng thể tối đa khoảng 12 cm (4,7 in). Chế độ ăn uống tự nhiên của cá bao gồm xương sống nhỏ, cá. Chúng được nuôi giữ tốt nhất trong bầy gồm tám con hoặc nhiều hơn.